# Metkel Eyob
Metkel Eyob, né le 4 septembre 1993 à Asmara, est un coureur cycliste érythréen, membre de l'équipe Terengganu Polygon.

## Palmarès
- 2013
  - 6e étape du Tour du Rwanda
  - 3e du Tour du Rwanda
- 2015
  - Hibiscus Cycle Classic
  - 7e étape du Tour du Rwanda
  - 2e du championnat d'Érythrée du contre-la-montre espoirs
  - 3e de la Mayday Classic
- 2016
  - 5e étape du Tour du Rwanda
  - 2e du championnat d'Érythrée sur route
  - 2e du Tour du Rwanda
- 2017
  - 4e et 6e étapes du Tour du Rwanda
  - 2e du Tour du Rwanda
- 2018
  -  Champion d'Afrique du contre-la-montre par équipes (avec Mekseb Debesay, Amanuel Gebrezgabihier et Saymon Musie)
  - 1re étape du Tour de Lombok
  - 4e étape du Tour des Philippines
  -  Médaillé d'argent du championnat d'Afrique sur route
  - 2e du Tour des Philippines
  - 3e du championnat d'Érythrée sur route
- 2019
  - 4e étape du Tour d'Indonésie
  - 3e du Tour de la Péninsule
- 2021
  - 2e du Grand Prix Gündoğmuş
  - 2e du Kahramanmaraş Grand Prix
  - 3e du Grand Prix Velo Alanya
  - 3e du Grand Prix Kayseri
  - 3e du Grand Prix Develi
- 2022
  - 2e du Grand Prix Gündoğmuş
  - 2e du Grand Prix Kayseri
- 2024
  - 2e du Grand Prix de la Ville d'Alger
  - 2e du Tour de l'Ijen
  - 3e du championnat d'Érythrée sur route

## Classements mondiaux
| Année                                 | 2014 | 2015 | 2016 | 2017  | 2018 | 2019 | 2020  | 2021 | 2022 | 2023 | 2024 |
| ------------------------------------- | ---- | ---- | ---- | ----- | ---- | ---- | ----- | ---- | ---- | ---- | ---- |
| Classement mondial                    |      |      | 563e | 998e  | 248e | 338e | 1362e | 295e | 394e | 746e | 329e |
| UCI Europe Tour                       | nc   | nc   | nc   | 1395e | nc   |      |       |      |      |      |      |
| UCI Asia Tour                         | nc   | nc   | nc   | nc    | 143e |      |       |      |      |      |      |
| UCI Africa Tour                       | 63e  | 32e  | 20e  | 47e   | 5e   | 11e  | 54e   | 7e   | 12e  | 37e  | 11e  |
|                                       |      |      |      |       |      |      |       |      |      |      |      |
| Légende : nc = non classéSource : UCI |      |      |      |       |      |      |       |      |      |      |      |